# أنقولية منفرجة
أنقولية منفرجة (الاسم العلمي: Aquilegia grata) هي نوع من النباتات تتبع جنس الأنقولية من الفصيلة الحوذانية.